# Les Mystérieuses Cités d'or (série télévisée d'animation, 2012)
Pour les articles homonymes, voir Les Mystérieuses Cités d'or.
Les Mystérieuses Cités d'or (série télévisée d'animation, 1982)
Les Mystérieuses Cités d’or est une série télévisée d’animation franco-belge, de type fantasy historique, d'une centaine d'épisodes de 23 minutes répartis sur 3 saisons, créée en 2012, d'après le roman La Route de l'or de Scott O'Dell dont elle s'inspire très librement et suite de la série d'animation Les Mystérieuses Cités d'or, de 1982. La série se déroule cette fois hors des Amériques explorant d'autres civilisations du monde, toujours au XVIe siècle, à la recherche des six autres cités d'or. Elle est conçue pour cibler un public un peu plus jeune que la première série.
Elle démarre donc par la « saison 2 » en 2012 (la saison 1 désignant la série de 1982) qui explore la Chine de la dynastie Ming et le Tibet, se poursuit par une saison 3 en 2016 qui a pour décors le Japon de l'époque de Muromachi, l'Inde, Ormuz et les confins de la Perse et du désert d'Arabie et s'achève par une quatrième et dernière saison en 2020-2021 dont l'intrigue se déroule en Éthiopie, au Zimbabwe et dans la France du XVIe siècle. Les personnages principaux sont les mêmes que dans la série originale et plusieurs éléments qui faisaient la particularité de cette dernière sont également repris. Ainsi l'attention portée aux décors dans lesquels évoluent les personnages (cadre naturel, historique et culturel), aux références historiques et à la description des civilisations rencontrées ainsi que la présence du mini-documentaire final sont également conservés.

## Synopsis
Plusieurs mois après avoir découvert la première cité d'or, et de retour à Barcelone, Esteban, Zia et Tao sont à la recherche des six autres cités d'or.

### Saison 2
À bord du grand condor, les enfants s'embarquent à destination de l'Asie, plus particulièrement vers la Chine et le Tibet. Tandis qu'ils font la connaissance d'un alchimiste nommé Ambrosius (de son vrai nom Antoine de Sarle), Esteban apprend la vérité sur ses origines et sur son père. Les enfants découvrent finalement la cité d’or de Badalom, inspirée de la mythique cité de Shambala, au Tibet.

### Saison 3
Esteban, Zia et Tao poursuivent leur quête au Japon, en Inde, en Iran et dans le désert d'Arabie à la recherche des cités d'or de Sûndagatt et Kûmlar. Ils doivent libérer le père d'Esteban, en vie mais retenu prisonnier par Zarès dont l'identité est révélée.

### Saison 4
Esteban, Zia et Tao arrivent en Afrique pour continuer leur quête des cités d'Or en concurrence avec l'équipage de Zarès. Ils cherchent les dernières cités, notamment la cité d'Ophir qu'ils trouvent au niveau des Chutes Victoria, et apprennent le véritable but de leur quête.
Ils visitent l'Éthiopie, le Zimbabwe ainsi que la France (château de Chambord via un portail d'orichalque) et rencontrent François Ier et Nostradamus.

## Fiche technique
- Titre : Les Mystérieuses Cités d’or
- Réalisation : Jean-Luc François
- Bible littéraire : Hadrien Soulez Larivière d'après les personnages créés par Mitsuru Kaneko, Mitsuru Majima et Sôji Yoshikawa
- Scénario : Didier Lejeune (direction d'écriture) ; Nicolas Chrétien et Sylvie Rivière, Didier Lejeune, Éric-Paul Marais, Guillaume Mautalent et Sébastien Oursel, Hadrien Soulez Larivière
- Chanteur du générique : Sabrina Adnane (saison 2), Jean-Michel Vaubien (saison 3), Régis Kole (saison 4)
- Pays : France / Belgique
- Langue : français
- Nombre d'épisodes : 78 (3 saisons)
- Durée : 23 min.
- Dates de première diffusion : 
  -  Belgique : 17 novembre 2012
  -  France : 9 décembre 2012
  -  Canada : 14 décembre 2013
  -  Suisse : 29 mars 2013

## Distribution
- Audrey Pic : Esteban
- Adeline Chetail : Zia
- Caroline Mozzone : Tao
- Bruno Magne : Mendoza, Yoshi (le grand-père d'Ichiro et Mariko), le narrateur des documentaires
- Jérémy Prévost : Sancho, Pedro, Jonazi
- Martial Le Minoux : Pichu, Athanaos (le prophète voyageur), Papacamayo, Tian Li, Dan Shi, Helvétius, Cheikh Hakim, voix additionnelles
- Pierre-Alain de Garrigues : Zarès, Ambrosius
- Benjamin Bollen : Zhi
- Gabriel Bismuth-Bienaimé : Gurban
- Philippe Roullier : Charles Quint, le vieux moine, Rico (le tavernier)
- Véronique Desmadryl : la narratrice
- Fanny Bloc : Petit Dragon
- Céline Melloul : Isabella Laguerra
- Frédéric Souterelle : Gaspard
- Alexandre Nguyen : Ichiro, Nostradamus
- Xavier Fagnon : Bao Xingji
- Bernard Bollet : le Père Marco
- Gilles Morvan : Pang Zi, Mu Chun
- Gilbert Lévy : Yu Chunhe, Hang
- Nathalie Bienaimé : Prince Zhu, Temba
- David Krüger : Shimazu
- Jérôme Pauwels : Jabbar
- Thomas Sagols : Nadim
- Julien Chatelet : François Ier
- Daniel Lobé : Neshangwe Munembire
- Frantz Confiac : Tankanda
- Jeanne Chartier, Serge Thiriet : personnages divers

## Personnages
- Esteban : avec Zia, il est l'un des deux enfants élus pour porter les clés des Cités d'or sous la forme d'un médaillon représentant le soleil. Élevé au monastère de Barcelone par le père Rodriguez, celui qu'on appelle le « fils du soleil » — à cause du pouvoir qu'on lui prête de faire apparaître l'astre du jour — a retrouvé son père, Athanaos/le prophète voyageur, lors de la découverte de la première cité, mais ignorait alors son identité.
- Zia : l'unique fille du groupe. Jeune Inca enlevée par le commandant Francisco Pizarro dans son village lorsqu'elle était enfant, elle grandit à la Cour d'Espagne jusqu’à ce que Mendoza l'enlève à son tour pour se lancer à la conquête des Mystérieuses Cités d'or. Par la suite, elle se révèle être, comme Tao, une descendante du peuple de Mu.
- Tao : descendant de la civilisation de Mu, il a grandi seul dans une île jusqu'à sa rencontre avec Esteban et Zia. C'est le génie de la bande.
- Mendoza : capitaine doté d'un grand sens de l'honneur et prêt à tout pour aider les enfants dans leur quête, même si ceux-ci doutent d'abord de son honnêteté. Il se montre néanmoins paternel vis-à-vis des enfants, en particulier d'Esteban et Zia.
- Sancho et Pedro : Les deux marins fidèles de Mendoza feraient tous pour leur capitaine. Un peu maladroits, ils suivent les enfants dans toutes leurs aventures même s'ils rêvent de monter une taverne en Espagne.
- Ambrosius : surnommé « l'alchimiste », il pense que le savoir de la civilisation de Mu peut améliorer le monde et la condition de l'homme. Il dissimule un coté sombre : il est aussi Zarès, un personnage mystérieux et dangereux, et ennemi juré d'Esteban et de ses amis. Il veut trouver les cités d'or et cherche à se débarrasser de Mendoza, Sancho et Pedro.
- Isabella Laguerra : fille du docteur Laguerra, antagoniste de la première saison, elle est d'abord au service d'Ambrosius mais se révèle être une espionne de Charles Quint. Elle tombe rapidement amoureuse de Mendoza, malgré leurs camps opposés, et finit par aider les héros dans leur quête.

## Les sept cités d'or
Dans leurs aventures, les héros sont amenés à découvrir sept mystérieuses cités d'or, réparties sur plusieurs continents. Chacune des cités contient des artefacts et des informations pour former "le grand héritage" des civilisations mu et atlante.
Les cités sont :
- Tseila au Mexique, qui contient un réacteur solaire, cité inspirée de l'Eldorado. Découverte durant la saison 1.

- Badalom au Tibet, qui contient des forges et une bibliothèque, cité inspirée de Shambhala. Découverte durant la saison 2.

- Sûndagatt au Japon, dans un volcan endormi, cité sous-marine qui renferme des couronnes permettant la télékinésie. Découverte durant la saison 3.

- Kûmlar dans le désert d'Arabie, tombeau de la princesse Rana'Ori du peuple Mu qui renferme un double médaillon du soleil. Découverte durant la saison 3.

- Ophir au sommet des chutes Victoria au Zimbabwe, cité de la reine de Saba qui renferme une pierre philosophale (en fait un catalyseur). Découverte durant la saison 4.

- Orunigi dans la jungle du Congo, cité en forme de baobab géant d'orichalque et contenant une révélation des sept sages de Mu et d'Atlantide sur la quête des cités d'or. Découverte durant la saison 4.

- Aîgis[2] (la Cité-bouclier ou 7e cité dans la série), au château de Chambord, en France. L'emplacement découvert par Léonard de Vinci est prévu pour accueillir la 7e cité qui n'existe alors pas encore. Ce sont Esteban, Tao et Zia qui doivent la construire à l'aide des informations glanées dans les autres cités. Découverte durant la saison 4, elle a pour but de protéger la Terre d'une menace céleste.

## Liste des épisodes

### Saison 2 (2012)
Les DVD revendiquent cette saison comme étant la saison 2, suite de la série d'animation de 1982, qui est donc considérée comme étant la saison 1.
1. Retour à Barcelone, 1re partie
2. Retour à Barcelone, 2e partie
3. Le Secret du tambour
4. Aux mains des pirates
5. L’Alchimiste
6. À l’abordage !
7. Shaolin
8. La Trahison
9. La Prophétie
10. La Perle noire
11. À la recherche du dragon jaune
12. Dans la Cité interdite
13. Comme un prince
14. L’Évasion
15. Le Ventre de Bouddha
16. Le Labyrinthe
17. Le Jardin endormi
18. Le Fils du soleil
19. L’Oasis
20. La Fresque des yeux maudits
21. La Séparation
22. Le Feu du dragon
23. L'Expédition
24. Le Nid du condor
25. La Révélation
26. Face-à-face

### Saison 3 (2016)
1. Kagoshima[3]
2. Le Daimyo Shimazu
3. Le Grand Oiseau d'or
4. La Colère du Naï No Kami
5. Le Bouclier miroir
6. Le Retour de Zarès
7. Le Sabre du Samouraï
8. Quand le masque tombe
9. Le Thallios
10. Sûndagatt
11. Les Ombres de la jungle
12. Le Temple mémoire
13. Laguerra
14. L'Ordre du sablier
15. Le Secret d'Ambrosius
16. Les Soleils noirs
17. Libres !
18. Ormuz
19. Un nouveau départ
20. La Montagne de la Lune
21. En remontant, tu descendras
22. Le Seigneur du désert
23. Les Voiles de Rana'Ori
24. Le Désert des Chaldis
25. Le Serpent et le Lion
26. Kûmlar

### Saison 4 (2020-2021)
1. Lalibela
2. Le rêve de Zia
3. Enchaînés
4. La grande évasion
5. La porte des Anciens
6. Le fondateur
7. La fumée qui gronde
8. Ophir
9. La pierre d'éternité
10. La dame qui sourit
11. Le Bako
12. Adieu Maître !
13. La nuit des masques
14. La falaise aux esprits
15. La sorcière
16. Orunigi
17. Révélations
18. Au-delà du miroir
19. Tombés du ciel
20. Le sacrifice
21. Main dans la main
22. La porte de l'enfer
23. Le dernier des Atlantes
24. Vengeance
25. La 7ème Cité d'or
26. Fin de l'aventure ?

## Production

### Scénario et dessins
La production est assurée par Blue Spirit, studio d'animation se trouvant à Angoulême, et Movie Plus, société de Jean Chalopin, un des auteurs de la série originale de 1982 pour le compte de TF1. La chaîne commande 3 saisons, chacune comptant 26 épisodes et étant axée sur la recherche et la découverte de deux Cités d'or. En plus de Jean Chalopin, Bernard Deyriès, un des réalisateurs de la série d'origine est également intégré au projet, tout comme le scénariste original japonais Mitsuru Kaneko, qui est crédité au générique en tant que « conseiller à la création pour Movie Plus ».
Cependant, le 10 octobre 2013, il répond sur la page Facebook The Mysterious Cities of Gold 2: Letter to the japanese creators que la production et les chaînes de télévision responsables de la seconde saison n'ont pas retenu ni suivi le projet qu'il souhaitait mettre en place pour cette suite. Au contraire de la série de 1982, il s'agit d'une production franco-belge, ni la NHK, ni le studio Pierrot ne sont engagés dans le projet. Hadrien Soulez Lariviere est chargé de l'écriture du scénario des nouvelles saisons.
Une saison 4 est financée cette fois par France Télévisions. Sa diffusion démarre le 2 décembre 2020 sur la plateforme de streaming Okoo puis le 8 février 2021 sur France 4.

### Bande-annonce
En juin 2012, une bande-annonce de 5 minutes a été diffusée à l'occasion du Festival international du film d'animation d'Annecy.

### Musique
L'adaptation du générique de la série a été réalisée par Noam Kaniel, interprète de différents génériques de dessins animés tels que Goldorak. Le générique est évolutif et s'adapte au dessin animé, les sonorités et le rythme asiatique quand ils sont en Asie et rythme africain quand présent en Afrique.

## Diffusion

### France

#### Saison 2
La série est diffusée sur TF1, après rediffusion de la série originale sur NT1, chaîne du Groupe TF1. Tout d'abord programmée pour 2011, le double épisode Retour à Barcelone lançant la série a été diffusé le 9 décembre 2012 et rediffusé le mercredi 12. La saison est diffusée par la suite depuis le 7 avril 2013.
Télétoon+ ayant participé également au projet, la série a également été diffusée sur son antenne.

#### Saison 3
La saison 3 est diffusée à partir du 20 octobre 2016 à 9h55 pour la France et du 12 octobre 2016 à partir 18h55 pour la Belgique (2 épisodes par jour). Son format est toujours de 26 épisodes de 25 minutes.
Diffusion à partir du 26 juin 2021 sur France 3 à raison de 4 épisodes par jour.

#### Saison 4
Les 11 premiers épisodes sont disponibles sur Okoo et France.tv le 02 décembre 2020 ; les épisodes 12 à 14, le 18 décembre ; les épisodes 15 et 16, le 08 janvier 2021 ; les épisodes 17 à 20, le 15 janvier ; les épisodes 21 à 23, le 22 janvier et enfin les épisodes 24 à 26 sont disponibles le 29 janvier 2021.
Par la suite, la saison 4 est retirée de la plateforme Okoo le 8 février 2021 en même temps que démarre la diffusion quotidienne de la saison à 18h50 sur France 4, à raison d'un épisode par jour.

### Belgique
À la suite de l'arrivée de la RTBF en tant que coproducteur de la série, la première diffusion mondiale de la série, avant même celle française, a eu lieu sur La Trois (OUFtivi), à partir du 17 novembre 2012 pour le double épisode pilote. La diffusion de la saison a repris le 9 mars 2013 également avec l'épisode pilote, le premier épisode inédit, le troisième, étant diffusé le 23 mars 2013.
Après diffusion, les épisodes ont pu être revus sur le site vidéo de la RTBF.

### Canada
Télé-Québec a diffusé la série du 14 décembre 2013 au 24 janvier 2014.

### Suisse
RTS Deux a diffusé des 7 premiers épisodes les 29, 30, 31 mars (deux par jour) et 1er avril 2013 à 9 h 45.

### Catalogne
TV3 a diffusé la série du 22 juin 2015.

## Réception

### Saison 2
Les parts d'audience des premiers épisodes sont plutôt bonnes: 25 % des 4-10 ans ont suivi le pilote de la saison 2, chiffre qui se stabilise ensuite autour de 20 %. L'accueil de la presse quant à lui semble beaucoup plus mitigé, voire sévère. Le Nouvel Observateur compare la nouvelle série à un « gros bonbon pétillant », L'Express la décrit comme « gnangnan et infantilisée à l'extrême », tandis que Laurence Flachat dans l'édition québécoise du Huffington Post regrette qu'elle soit « édulcorée à l'extrême ». S'ils reconnaissent la qualité des décors et de l'image, ils reprochent une psychologie grossière des personnages, des effets comiques assez lourds, un manichéisme omniprésent, une bande musicale moins inspirée. Ils expliquent ces choix notamment par la politique éditoriale de TF1 qui a pour cible un public beaucoup plus jeune que celui de la première saison et par des raisons de rentabilité économique.

## Édition DVD

### Saison 2

#### France
- 28 août 2013 : volume 1 (épisodes 1 à 7), TFOU Vidéo, TF1 Vidéo et Kazé
- 2 octobre 2013 : volume 2 (épisodes 8 à 14), TFOU Vidéo, TF1 Vidéo et Kazé
- 2 octobre 2013 : volumes 1 et 2 (épisodes 1 à 14), TFOU Vidéo, TF1 Vidéo et Kazé
- 4 décembre 2013 : intégrale 8 BLU-RAY, limitée à 5000 exemplaires, avec un storyboard de 348 pages, un livret de 36 pages et plus de 100 minutes de bonus inédits, TFOU Vidéo, TF1 Vidéo et Kazé
- 12 février 2014 : volume 3 (épisodes 14 à 21),TFOU Vidéo, TF1 Vidéo et Kazé
- 21 mai 2014 : volume 4 (épisodes 22 à 26), TFOU Vidéo, TF1 Vidéo et Kazé
- 21 mai 2014 : volumes 3 et 4 (épisodes 14 à 26), TFOU Vidéo, TF1 Vidéo et Kazé
- 1er octobre 2014 : l'intégralité des 26 épisodes en BLU-RAY, TFOU Vidéo, TF1 Vidéo et Kazé
- 1er septembre 2015 : l'intégralité des 26 épisodes en DVD, TFOU Vidéo, TF1 Vidéo et Kazé

### Canada
- 17 septembre 2013 : volume 1 (épisodes 1 à 13), LOL Distributions
- 19 novembre 2013 : volume 2 (épisodes 14 à 26), LOL Distributions
- 19 novembre 2013 : intégrale 6 DVD + 2 livres, LOL Distributions

### Saison 3

#### France
- 6 décembre 2016 : volume 1 (épisodes 1 à 10 - 2 DVD) avec en bonus : Générique : de l'animatique à l'animation, Universal Pictures France
- 1er février 2017 : volume 2 (épisodes 11 à 18 - 2 DVD), Universal Pictures France
- 4 avril 2017 : volume 3 (épisodes 19 à 26 - 2 DVD), Universal Pictures France

## Produits dérivés

### Jeux vidéo
Se basant sur l'univers des Mystérieuses Cités d'or, un premier jeu vidéo, nommé Le Vol du condor, est développé pour mobiles, smartphones et tablettes ; il sort en 2013. Le Vol du condor peut se jouer en local ou en réseau entre amis. Il consiste essentiellement à fuir les ennemis et ramasser divers bonus pour affronter les obstacles, le tout en allant le plus vite possible à bord du grand condor. De nouveaux personnages et des machines volantes peuvent être débloqués en cours de jeu.
Un second jeu vidéo nommé Mondes secrets, développé cette fois par Neko Entertainment, est mis en chantier par la suite pour une sortie sur PC, Wii U, 3DS, iPhone et iPad. Le studio Neko Entertainment et l'éditeur Ynnis Interactive ont édité en 2013 ce jeu vidéo qui adapte les aventures d'Esteban, Zia, Tao. Intitulé Les Mystérieuses Cités d'or : Mondes secrets, le jeu se situe dans l'univers de la saison 2. Pour financer le portage du jeu sur PC, une campagne de financement participatif à travers Kickstarter a été lancée et a été un succès. En quelques jours à peine, les 30 000 $ nécessaires pour finaliser le projet ont été atteints bien avant la date limite.
Ce titre permet au joueur de revivre le périple d’Esteban, Tao et Zia à la recherche de la cité d’or située en Chine. Côté gameplay, il s'agit d'un mélange d’infiltration et d’énigmes où il faudra judicieusement utiliser les compétences propres aux trois héros pour progresser.
Mondes secrets est disponible depuis 2013 en version dématérialisée sur Steam, Amazon, Nintendo eShop et iTunes. Le jeu Mondes secrets est sorti le 13 juin 2014 en version physique sur PC (Windows Vista) et sur la console Nintendo 3DS.

### Exposition
À l'occasion de la diffusion de saison de 2012, une exposition est organisée au musée Guimet à Paris, de mars à mai 2013. Le parcours met le dessin animé à l'honneur tout en apportant un éclairage sur la Chine du XVIe siècle, principal lieu de la 2e saison.
Ce sont ainsi 80 pièces en lien avec le dessin animé qui sont présentées aux visiteurs, mais aussi des œuvres d'art qui ont servi de modèles ou de références aux nouveaux épisodes. Les objets sont des plus diversifiés : peintures, costumes, robes, mobilier, cartes ou céramiques. L'exposition comporte également des extraits vidéo du dessin animé.
Des panneaux explicatifs guident les visiteurs à travers quatre grands thèmes : les minorités en Chine, la place du dragon dans l'imaginaire chinois, l'empereur et la Cité interdite et, enfin, le monde himalayen, plus spécialement le Tibet.
L’exposition est coorganisée avec le musée asiatique de la ville de Nice, elle est présente de juin à novembre 2013.